# Elegy (The-Nice-Album)
Elegy ist das letzte reguläre Album der englischen Progressive-Rock-Gruppe The Nice. Es wurde 1971, ein Jahr nach der Auflösung der Gruppe veröffentlicht.

## Das Album
Zum Zeitpunkt der Veröffentlichung waren die Mitglieder von The Nice schon längst eigene Wege gegangen. Lee Jackson wechselte zu seiner eher pop-orientierten Band Jackson Heights, die lediglich drei Jahre bestand, und Brian Davison startete sein Bandprojekt Brian Davison's Every Which Way das lediglich 1970 ein Album herausbrachte. Am erfolgreichsten war Keith Emerson bei Emerson, Lake and Palmer.
Elegy enthält vier Lieder, alle sind Coverversionen oder Neuarrangements. Zwei davon wurden 1969 im Fillmore East in New York live aufgenommen: Hang On to a Dream vom Album Nice und eine Instrumentalversion von America aus dem Musical West Side Story. America war bisher nur als Single veröffentlicht worden. Third Movement, Pathetique Symphony, eine Interpretation von Tschaikowskis Sinfonie Nr. 6 „Pathétique“ in h-Moll war bereits auf dem Vorgängeralbum Five Bridges enthalten, dort allerdings mit Orchesterbegleitung. Der einzige bisher nicht veröffentlichte Titel ist das Bob-Dylan-Cover My Back Pages. Hier beginnt Emerson am Klavier und wechselt dann zur Hammondorgel.
Das von Hipgnosis gestaltete Klappcover zeigt außen eine Sandwüstenlandschaft mit einer Kette von roten Bällen, die sich auf einem Dünenkamm in die Ferne erstreckt. Im Inneren sieht man eine Felswüste mit Tafelbergen im Hintergrund. Im Vordergrund liegen wie vom Winde verweht verschiedene Nice-Memorabilia, wie Fotos, Plattencover und Zeitungsausschnitte.

## Titelliste

### Seite 1
1. Hang On to a Dream (Live) (Tim Hardin) – 12:43
2. My Back Pages (Bob Dylan) – 9:12

### Seite 2
1. Third Movement, Pathetique Symphony (Group Only) (Tschaikowski, arrangiert von The Nice) – 7:05
2. Amerika (Live) (Leonard Bernstein/Stephen Sondheim, arrangiert von The Nice) – 10:27

### CD-Bonustitel
Die CD-Veröffentlichung von 1990 enthält zusätzlich:
1. Diamond-Hard Blue Apples of the Moon (Emerson, Jackson) – 2:46
2. Dawn (Davison, Emerson, Jackson) – 5:05
3. Tantalising Maggie (O’List, Jackson) – 4:19
4. Cry of Eugene (O’List, Emerson, Jackson) – 4:30
5. Daddy Where Did I Come From (Emerson, Jackson) – 2:46
6. Azirial (Emerson, Jackson) – 3:46

Die CD-Veröffentlichung von 2010 enthält die Titel der LP sowie:
1. Country Pie (Bob Dylan) (BBC-Liveaufnahme)
2. Pathetique (Symphony No. 6, 3rd Movement) (Tschaikowski) (BBC-Liveaufnahme)

## Rezeption
Bruce Eder von AllMusic bezeichnet das Album als eines für Keith-Emerson-Fans. Auf dem live-aufgenommen Hang On to a Dream biete er sein bestes Klavierspiel, welches jemals legal veröffentlicht wurde. Weiter hebt er sein Orgelspiel und die verführerischen Arrangements der Tschaikowski- und Dylan-Cover hervor. Er gab dem Album vier von fünf möglichen Sternen.

## Chartplatzierungen
Obwohl die Band über ein Jahr nicht mehr bestand, erreichte Elegy Platz 5 in den britischen Albumcharts, wo es zuletzt am 31. Juli 1971 auf Platz 47 gelistet wurde.
| ChartsChartplatzierungen     | Höchstplatzierung | Wochen |
| ---------------------------- | ----------------- | ------ |
| Vereinigtes Königreich (OCC) | 5 (11 Wo.)        | 11     |